# Luc Suarez
Luc Suarez (Londres, 26 de juliol de 1976) és un compositor, orquestrador, multi-instrumentista i productor de música que actualment resideix i treballa entre Barcelona, Londres, Paris i Los Ángeles.
Ha compost i produït la Banda Sonora Original de més de 40 llargmetratges de ficció i documentals, nombroses partitures i arranjaments per a publicitat i sèries de televisió.
Entre les seves composicions originals per a cinema figura El proyeccionista (2019), dirigida pel multi-premiat director José María Cabral. Ha treballat al costat del nominat al Oscar Javier Navarrete, el guanyador del BAFTA Murray Gold i el guanyador de diversos Premis Grammy, Pharell Williams. També ha compost peces clàssiques pel reconegut Carlos Bonell.
Com instrumentista i arranjador ha col·laborat amb artistes de la talla de Piers Faccini o el actual director de Warner music Paul Broucek.
Actualment compagina la seva tasca com a compositor impartint classes magistrals a l’Escola Internacional d’Àudio SAE Barcelona, al Liceu de Barcelona, al Festival de Cine de Galicia i al Festival de Cine Internacional MOSMA, a Màlaga.

## Filmografia seleccionada
- 2020 - Te quiero, imbécil - Dirigida per Laura Mañá, amb  Quim Gutiérrez, Ernesto Alterio
- 2020 - Flipped - Dirigida per Ryan Case amb Andy Garcia, Eva Longoria
- 2020 - Sol en el agua - Dirigida per Francisco Valdez
- 2020 - Antlers - Dirigida per Scott Cooper amb Keri Russell, Jesse Plemons
- 2019 - Wellcome to Acapulco – juntament amb Javier Bayon, amb Michael Madsen, Paul Sorvino
- 2019 - El Proyeccionista - Dirigida per José María Cabral amb Felix Germán
- 2017 - Dorien (Sèrie TVE1) - amb Macarena Gómez, Eduardo Casanova, Dafne Fernández
- 2016 - Nightworld - amb Robert Englund dirigida per Patricio Valladares
- 2014 - L'Altra frontera amb Ariadna Gil
- 2013 - 47 Ronin - amb Keanu Reeves
- 2010 - Warrior’s way - amb Jeffrey Rush i Dani Houston
- 2005 - La monja - Dirigida per Luis de la Madrid amb Manu Fullola